# Spring Symphony
La Spring Symphony Op. 44, è una sinfonia corale scritta nel 1949 dal compositore britannico Benjamin Britten.

## Storia
La sinfonia è dedicata a Serge Koussevitzky e alla Boston Symphony Orchestra. Fu presentato in anteprima al Concertgebouw di Amsterdam giovedì 14 luglio 1949 (non il 9 luglio, come viene citato in molte fonti), come parte dell'Holland Festival, quando il compositore aveva 35 anni. Alla prima il tenore solista era Peter Pears, il soprano Jo Vincent ed il contralto Kathleen Ferrier. Il direttore d'orchestra era Eduard van Beinum. Una registrazione dello spettacolo è sopravvissuta ed è stata pubblicata per la prima volta dalla Decca nell'agosto 1994.
Nell'ottobre 1950, la Spring Symphony fu eseguita al Leeds Triennial Musical Festival con un coro di 100 ragazzi.
La Spring Symphony è scritta per soprano, contralto e tenore solisti, coro misto, coro di ragazzi (spesso eseguito da un coro di bambini) e orchestra. Britten ambienta le parole di diversi poeti, principalmente del XVI e XVII secolo come Edmund Spenser, John Clare e George Peele. Un'eccezione importante è Out on the lawn I lie in bed (Fuori sul prato, mi sdraio sul letto) del suo amico W. H. Auden.
Nelle parole del compositore, l'opera rappresenta "il progresso dall'inverno alla primavera ed il risveglio della terra e della vita che ciò significa".

## Struttura
La Spring Symphony è composta da quattro parti, che corrispondono ai movimenti di una sinfonia convenzionale: Allegro con introduzione lenta, un movimento lento, scherzo e finale. La prima parte inizia con l'oscuro e misterioso Shine Out, una poesia dedicata al sole. Seguono molte altre canzoni, tra cui The Driving Boy, che è un pezzo eseguito dal coro dei ragazzi, a volte fischiettando, con il tamburello. La seconda parte ha diversi assoli e cori tranquilli e riferimenti al mese di maggio. La terza parte attende con impazienza maggio e poi l'estate. Il Finale, London, to Thee I do Present, giunge al culmine quando l'intero coro si unisce a un valzer senza parole e a gola piena che rappresenta i festaioli di maggio fortificati da vino e birra (confermato da alcune modulazioni piuttosto inaspettate). Il culmine del movimento è il momento in cui le voci dei bambini, accompagnate da corni francesi all'unisono, rientrano in scena e cantano il canone perpetuo del XIII secolo Sumer is icumen in. La semplice melodia, cantata in tempo di 2/4 sull'inflessibile 3/4 del valzer del resto dell'ensemble, diventa finalmente predominante. Alla fine i festeggiamenti si placano e il Maylord (Re di maggio) porge quindi una benedizione finale con il proclama: "E così, amici miei, smetto".
La grande orchestra comprende tripli legni, due arpe e una grande sezione di percussioni. Ogni canzone ha la sua strumentazione distintiva, che va dal solo primo e secondo violino che accompagnano il tenore (Waters Above!), all'orchestra piena nel primo e nell'ultimo brano. L'ultimo movimento aggiunge il richiamo di un corno di mucca, specificando sol, do e fa.

## Canzoni e autori
Le canzoni (e gli autori) della Spring Symphony sono i seguenti:

### Parte 1
- 1. Introduction: Shine Out (Anonimo) (coro misto)
- 2. The Merry Cuckoo (Edmund Spenser) (tenore solista)
- 3. Spring, the Sweet Spring (Thomas Nashe) (soprano, contralto e tenore solisti, coro misto)
- 4. The Driving Boy (George Peele, John Clare) (soprano solista e coro di ragazzi)
- 5. The Morning Star (John Milton) (coro misto)

### Parte 2
- 6. Welcome, Maids of Honour (Robert Herrick) (contralto solista)
- 7. Waters Above! (Henry Vaughan) (tenore solista)
- 8. Out on the lawn I Lie in bed (W. H. Auden) (contralto solista e coro misto)

### Parte 3
- 9. When will my May Come? (Richard Barnfield) (tenore solista)
- 10. Fair and Fair (George Peele) (soprano e tenore solisti)
- 11. Sound the Flute! (William Blake) (coro maschile, coro femminile e coro di ragazzi)

### Parte 4
- 12. Finale: London, to Thee I do Present (Anonimo, parole di chiusura da The Knight of the Burning Pestle di Francis Beaumont) (soprano, contralto e tenore solisti, coro misto e coro di ragazzi)